# كويتشي ناكانو
كويتشي ناكانو (باليابانية: 中野 浩一) مواليد 14 نوفمبر 1955 في كورومي، فوكوكا، فوكوكا، اليابان، هو دراج ياباني سابق.

## روابط خارجية
- كويتشي ناكانو على موقع أرشيف الدراجات (الإنجليزية)
- كويتشي ناكانو على موقع CycleBase (الإنجليزية)